# Nuoto ai Giochi della XXX Olimpiade - 200 metri stile libero maschili
La gara dei 200 metri stile libero maschili dei Giochi della XXX Olimpiade si è svolta il 29 e il 30 luglio 2012. Hanno partecipato 33 atleti.
La gara è stata vinta dal francese Yannick Agnel con il tempo di 1'43"14, mentre l'argento è stato assegnato a pari merito a Sun Yang e a Park Tae-Hwan.

## Programma
| Data           | Ora (BST/UTC+1) | Turno      |
| -------------- | --------------- | ---------- |
| 29 luglio 2012 | 10:20           | Batterie   |
| 29 luglio 2012 | 19:37           | Semifinali |
| 30 luglio 2012 | 19:43           | Finale     |

## Record
Prima della competizione, i record olimpici e mondiali erano i seguenti:
| Record mondiale | 1'42"00 | Paul Biedermann Germania   | 28 luglio 2009 Roma, Italia  |
| Record olimpico | 1'42"96 | Michael Phelps Stati Uniti | 12 agosto 2008 Pechino, Cina |

Durante l'evento non sono stati migliorati record.

## Risultati

### Batterie
| Pos. | Atleta                   | Nazionalità     | Tempo   | Batt. | Corsia | Note             |
| ---- | ------------------------ | --------------- | ------- | ----- | ------ | ---------------- |
| 1    | Sun Yang                 | Cina            | 1'46"24 | 5     | 5      | Q                |
| 2    | Ryan Lochte              | Stati Uniti     | 1'46"45 | 5     | 4      | Q                |
| 3    | Yannick Agnel            | Francia         | 1'46"60 | 6     | 4      | Q                |
| 4    | Danila Izotov            | Russia          | 1'46"61 | 4     | 5      | Q                |
| 5    | Park Tae-Hwan            | Corea del Sud   | 1'46"79 | 6     | 5      | Q                |
| 6    | Robert Renwick           | Gran Bretagna   | 1'46"86 | 4     | 2      | Q                |
| 7    | Kenrick Monk             | Australia       | 1'46"94 | 6     | 2      | Q                |
| 8    | Ricky Berens             | Stati Uniti     | 1'47"07 | 5     | 3      | Q                |
| 9    | Dominik Kozma            | Ungheria        | 1'47"18 | 5     | 7      | Q                |
| 10   | Paul Biedermann          | Germania        | 1'47"27 | 4     | 4      | Q                |
| 11   | Sebastiaan Verschuren    | Paesi Bassi     | 1'47"31 | 6     | 3      | Q                |
| 12   | Grégory Mallet           | Francia         | 1'47"39 | 4     | 3      | Q                |
| 13   | Thomas Fraser-Holmes     | Australia       | 1'47"50 | 6     | 6      | Q                |
| 14   | Brett Fraser             | Isole Cayman    | 1'47"74 | 5     | 2      | Q                |
| 15   | Artёm Lobuzov            | Russia          | 1'47"91 | 6     | 7      | Q                |
| 16   | Dominik Meichtry         | Svizzera        | 1'47"97 | 4     | 6      | Q                |
| 17   | Blake Worsley            | Canada          | 1'48"14 | 3     | 3      |                  |
| 18   | Matthew Stanley          | Nuova Zelanda   | 1'48"19 | 6     | 1      |                  |
| 19   | Ieuan Lloyd              | Gran Bretagna   | 1'48"52 | 4     | 1      |                  |
| 20   | Shaune Fraser            | Isole Cayman    | 1'48"53 | 6     | 8      |                  |
| 21   | Nimrod Shapira Bar-Or    | Israele         | 1'48"60 | 3     | 4      |                  |
| 22   | Cristian Quintero Valero | Venezuela       | 1'48"71 | 3     | 5      |                  |
| 23   | Li Yunqi                 | Cina            | 1'48"72 | 5     | 6      |                  |
| 24   | Clemens Rapp             | Germania        | 1'48"75 | 4     | 7      |                  |
| 25   | Glenn Surgeloose         | Belgio          | 1'48"77 | 3     | 7      |                  |
| 26   | Benjamin Hockin          | Paraguay        | 1'48"91 | 5     | 8      |                  |
| 27   | David Brandl             | Austria         | 1'49"00 | 3     | 2      |                  |
| 27   | Dion Dreesens            | Paesi Bassi     | 1'49"00 | 5     | 1      |                  |
| 29   | Marco Belotti            | Italia          | 1'49"14 | 4     | 8      |                  |
| 30   | Ahmed Mathlouthi         | Tunisia         | 1'49"68 | 3     | 6      |                  |
| 31   | Matias Koski             | Finlandia       | 1'49"84 | 2     | 5      |                  |
| 32   | Radovan Siljevski        | Serbia          | 1'51"40 | 2     | 4      |                  |
| 33   | Mario Montoya            | Costa Rica      | 1'51"66 | 2     | 2      |                  |
| 34   | Sebastian Jahnsen Madico | Perù            | 1'52"36 | 2     | 3      |                  |
| 35   | Tiago Venancio           | Portogallo      | 1'52"36 | 3     | 8      |                  |
| 36   | Jessie Lacuna            | Filippine       | 1'52"91 | 2     | 6      |                  |
| 37   | Nicholas Schwab          | Rep. Dominicana | 1'53"41 | 1     | 4      | Record nazionale |
| 38   | Raul Martinez Colomer    | Porto Rico      | 1'54"23 | 2     | 7      |                  |
| 39   | Gilles Marquet           | Mauritius       | 1'58"91 | 1     | 5      |                  |
| 40   | Anderson Lim             | Brunei          | 2'02"26 | 1     | 3      | Record nazionale |
| -    | Mads Glæsner             | Danimarca       | -       | 3     | 1      | DNS              |

### Semifinali
| Pos. | Atleta                | Nazionalità   | Tempo   | Batt. | Corsia | Note |
| ---- | --------------------- | ------------- | ------- | ----- | ------ | ---- |
| 1    | Sun Yang              | Cina          | 1'45"61 | 2     | 4      | Q    |
| 2    | Yannick Agnel         | Francia       | 1'45"84 | 2     | 5      | Q    |
| 3    | Park Tae-Hwan         | Corea del Sud | 1'46"02 | 2     | 3      | Q    |
| 4    | Paul Biedermann       | Germania      | 1'46"10 | 1     | 2      | Q    |
| 5    | Ryan Lochte           | Stati Uniti   | 1'46"31 | 1     | 4      | Q    |
| 6    | Robbie Renwick        | Gran Bretagna | 1'46"65 | 1     | 3      | Q    |
| 6    | Danila Izotov         | Russia        | 1'46"65 | 1     | 5      | Q    |
| 8    | Thomas Fraser-Holmes  | Australia     | 1'46"80 | 2     | 1      | Q    |
| 9    | Ricky Berens          | Stati Uniti   | 1'46"87 | 1     | 6      |      |
| 10   | Dominik Kozma         | Ungheria      | 1'46"93 | 2     | 2      |      |
| 11   | Sebastiaan Verschuren | Paesi Bassi   | 1'46"95 | 2     | 7      |      |
| 12   | Brett Fraser          | Isole Cayman  | 1'47"01 | 1     | 1      |      |
| 13   | Kenrick Monk          | Australia     | 1'47"38 | 2     | 6      |      |
| 14   | Grégory Mallet        | Francia       | 1'47"56 | 1     | 7      |      |
| 15   | Dominik Meichtry      | Svizzera      | 1'48"25 | 1     | 8      |      |
| 16   | Artёm Lobuzov         | Russia        | 1'48"26 | 2     | 8      |      |

### Finale
| Pos.    | Atleta               | Nazionalità   | Tempo   | Corsia | Note             |
| ------- | -------------------- | ------------- | ------- | ------ | ---------------- |
| Oro     | Yannick Agnel        | Francia       | 1'43"14 | 5      | Record nazionale |
| Argento | Sun Yang             | Cina          | 1'44"93 | 4      | Record nazionale |
| Argento | Park Tae-Hwan        | Corea del Sud | 1'44"93 | 3      |                  |
| 4       | Ryan Lochte          | Stati Uniti   | 1'45"04 | 2      |                  |
| 5       | Paul Biedermann      | Germania      | 1'45"53 | 6      |                  |
| 6       | Robbie Renwick       | Gran Bretagna | 1'46"53 | 1      |                  |
| 7       | Thomas Fraser-Holmes | Australia     | 1'46"93 | 8      |                  |
| 8       | Danila Izotov        | Russia        | 1'47"75 | 7      |                  |